# Philip Francis Nowlan
Philip Francis Nowlan (Filadélfia, 1888 — Filadélfia, 1 de Fevereiro de 1940) foi um escritor estadunidense de ficção científica.

## Vida
Depois de se formar pela Universidade da Pensilvânia, ele trabalhou como colunista de jornal. Casou-se com Theresa Junker Nowlan (com quem teve dez filhos), mudou-se para um subúrbio de Filadélfia (Bala Cynwyd) onde criou e escreveu a tira de jornal de Buck Rogers, ilustrada por Dick Calkins. O personagem Buck Rogers apareceu pela primeira vez na novela Armageddon 2419 A.D., escrita por Nowlan em 1928, como Anthony Rogers. A tira de jornal durou mais de 40 anos e gerou uma série radiofônica, um seriado cinematográfico (1939) e duas séries de TV.
Nowlan também escreveu várias outras novelas para revistas de ficção científica bem como uma história de mistério, publicada recentemente, The Girl from Nowhere. 

### Obras
- Armageddon 2419 A.D. (1928)
- The Girl from Nowhere (1928, ISBN 0-8095-0038-8)
- The Airlords of Han (1929)
- The Time Jumpers
- The Onslaught from Venus
- The Prince of Mars Returns
- Space Guards
- Wings Over Tomorrow: The Collected Science Fiction of Philip Francis Nowlan. ISBN 0-8095-1095-2